# Ekonom (tygodnik)
Ekonom – czeski tygodnik o tematyce ekonomiczno-biznesowej, wydawany przez Economia, a.s.
Pierwszy numer czasopisma wyszedł 25 października 1991.
Nakład pisma wynosi blisko 10 tys. egzemplarzy (1.+2. Q 2020, sprzedany).
W 2020 roku funkcję redaktora naczelnego objął Petr Kain.